# دانیله لومان
دانیله لومان (انگلیسی: Daniele Laumann؛ زادهٔ ۸ ژوئیهٔ ۱۹۶۱ ‏(۶۳ سال)) قایقران روئینگ اهل کانادا است.